# موليبدات الصوديوم
 موليبدات الصوديوم  مركب كيميائي له الصيغة Na2MoO4 ، ويكون على شكل بلورات بيضاء. كما يوجد على شكل ثنائي هيدرات Na2MoO4.2H2O.

## الخواص
- مركب موليبدات الصوديوم منحل في الماء.
- يتفاعل مع بورهيدريد الصوديوم ليعطي أكسيد للموليبدنوم يكون للفلز فيه حالة أكسدة أدنى:[3]

Na2MoO4 + NaBH4 + 2H2O → NaBO2 + MoO2 + 2NaOH+ 3H2

## التحضير
يحضر مركب موليبدات الصوديوم من تفاعل حل أكسيد الموليبدنوم السداسي في هيدروكسيد الصوديوم ما بين 50 - 70 °س، ثم بإجراء عملية تبلور للمحلول الناتج 
MoO3 + 2NaOH → Na2MoO4·2H2O

## الاستخدامات
- يستخدم في الكيمياء التحليلية للكشف عن أشباه القلويات، وأيضاً للتمييز بين الأنتيموان والقصدير.
- يستخدم في الصناعة ضمن مجال مضادات التآكل.